# Registro Mercantil General de la República de Guatemala
El Registro Mercantil General de la República de Guatemala  es la entidad estatal encargada de llevar a cabo el registro, certificación, brindar seguridad jurídica a todos los actos mercantiles que realicen las personas individuales o jurídicas dentro del país. Está adscrito al Ministerio de Economía. Su principal función es la inscripción de  todas las sociedades nacionales y extranjeras, los respectivos representantes legales, las empresas mercantiles, los comerciantes individuales y todas las modificaciones que de estas entidades se quieran inscribir. Esta entidad pública esta normada por el Código de Comercio de Guatemala, creándose y funcionado a partir de 1971, cuando entra en vigor dicho código.